# Видзи
Видзи (блр. Відзы; рус. Видзы; пољ. Widze) насељено је место са административним статусом варошице (городской посёлок) у северозападном делу Републике Белорусије, односно на крајњем западу Витепске области. Административно припада Браславском рејону.
Према проценама из 2012. у вароши су живела свега 1.832 становника.

## Географија
Варошица Видзи налази се на око 40 км југозападно од административног центра рејона града Браслава, односно на око 226 км источно од административног центра рејона Витепска. На око 116 км североисточно налази се главни град Литваније Вилњус, док је главни град Минск удаљен 22 км ка југоистоку.

## Историја
Као насељено место Видзи се први пут помиње у првој половини XV века. Село добија статус урбаног насеља 1793, а свега две године касније након треће поделе Пољске постаје делом Руске Империје. Године 1843. варошица улази у састав Ковенске губерније, а током наредне деценије Видзи се профилисао као важан центар трговине стоком.
Током Првог светског рата село је у јесен 1915. било окупирано од стране немачких трупа и било је поприште жестоких битака. Бољшевици преузимају управу над местом у децембру 1918, али се ту задржавају веома кратко пошто су у августу 1919. варошицу заузеле пољске трупе. Одредбама Ришког мировног уговора из 1920. Видзи и службено постаје делом Пољске у чијим границама је остао све до 1939. године. У међуратном периоду Видзи је изгубио статус урбаног насеља који је деградиран на ниво сеоске заједнице.
Након потписивања споразума Молотов-Рибентроп подручје Видзија је анектирано у састав Совјетског Савеза. Нове власти вратиле су Видзију статус градске општине 15. јануара 1940, а уједно насеље постаје и административни центар новоуспостављене Вилејске области тадашње Белоруске ССР.
Током Другог светског рата Видзи је био под немачком окупацијом од јуна 1941. до 8. јула 1944. када је поново враћен у састав Совјетског Савеза.
Током новије историје насеље је неколико пута мењало административне границе, па је тако од 20. септембра 1944. до 8. јануара 1954. био у саставу Полацке области, потом је прешао у границе Маладзеченске области, да би коначно 1960. постао делом садашње Витепске области.
Нови грб и застава варошице усвојени су 2004. године.

## Становништво
Према процени, у вароши су 2012. живела 1.832 становника.
| 1897. | 1959. | 1979. | 1989. | 2009. | 2012. |
| ----- | ----- | ----- | ----- | ----- | ----- |
| 5.104 | 2.426 | 2.821 | 2.184 | 1.763 | 1.832 |

## Саобраћај
Кроз варошицу пролази деоница регионалног друма Р27 Браслав—Пастави—Мјадзел.

## Занимљивости
Најзнаменитија грађевина у вароши је римокатоличка катедрала Свете Тројице (рус. Троицкий костёл) која је саграђена 1914. године. Једна је од највиших цркава у земљи пошто њени звоници имају висину од 59 метара. Занимљиво је и да се у зидинама катедрале налазе и два пројектила из Првог великог рата.